# Varese Football Club 2000-2001
Questa voce raccoglie le informazioni riguardanti il Varese Football Club nelle competizioni ufficiali della stagione 2000-2001.

## Organigramma societario
Area direttiva
- Presidente: Gerolamo Bernareggi
- Direttore Generale: Stefano Capozucca

Area organizzativa
- Segretario generale: Sandro Zaio
- Team manager: Gianluigi Maroni

Area tecnica
- Direttore Sportivo: Silvio Papini
- Allenatore: Mario Beretta
- Allenatore in seconda: Paolo Pacciarotti

Area sanitaria
- Responsabile sanitario: dott. Marco Kogoj
- Massaggiatore: Daniele Bollati

## Rosa
| N. |                   | Ruolo | Calciatore          |
| -- | ----------------- | ----- | ------------------- |
|    | Italia (bandiera) | P     | Christian Puggioni  |
|    | Italia (bandiera) | P     | Giovanni Sannino    |
|    | Italia (bandiera) | P     | Stefano Sorrentino  |
|    | Italia (bandiera) | D     | Federico Balzaretti |
|    | Italia (bandiera) | D     | Roberto Bandirali   |
|    | Italia (bandiera) | D     | Mavillo Gheller     |
|    | Italia (bandiera) | D     | Gianluca Gibellini  |
|    | Italia (bandiera) | D     | Edoardo Gorini      |
|    | Italia (bandiera) | D     | Christian Terni     |
|    | Italia (bandiera) | D     | Ivan Tolotti        |
|    | Italia (bandiera) | C     | Matteo Ambrosoni    |
|    | Italia (bandiera) | C     | Mauro Borghetti     |

| N. |                   | Ruolo | Calciatore           |
| -- | ----------------- | ----- | -------------------- |
|    | Italia (bandiera) | C     | Filippo Carobbio     |
|    | Italia (bandiera) | C     | Alessandro Ferronato |
|    | Italia (bandiera) | C     | Daniele Dalla Bona   |
|    | Italia (bandiera) | C     | Felice Foglia        |
|    | Italia (bandiera) | C     | Antonio Foschini     |
|    | Italia (bandiera) | C     | Davide Saverino      |
|    | Italia (bandiera) | A     | Marco Cavicchia      |
|    | Italia (bandiera) | A     | Alessandro Comi      |
|    | Italia (bandiera) | A     | Dino Fava Passaro    |
|    | Italia (bandiera) | A     | Alberto Gallo        |
|    | Italia (bandiera) | A     | Federico Ligori      |

## Calciomercato

### Sessione estiva
| Acquisti | Acquisti           | Acquisti         | Acquisti |
| R.       | Nome               | da               | Modalità |
| -------- | ------------------ | ---------------- | -------- |
| P        | Christian Puggioni | Sampdoria        |          |
| P        | Stefano Sorrentino | Torino           |          |
| D        | Roberto Bandirali  | Castel di Sangro |          |
| D        | Gianluca Gibellini | Modena           |          |
| D        | Matteo Ambrosoni   | Como             |          |
| C        | Filippo Carobbio   | Avellino         |          |
| C        | Felice Foglia      | Arezzo           |          |
| C        | Matteo Tacchini    | Brescia          |          |
| A        | Dino Fava Passaro  | Pro Patria       |          |
| A        | Federico Ligori    | Fiorentina       |          |

| Cessioni | Cessioni            | Cessioni        | Cessioni |
| R.       | Nome                | a               | Modalità |
| -------- | ------------------- | --------------- | -------- |
| P        | Maurizio Brancaccio | Alzano Virescit |          |
| D        | Davide Mandelli     | Torino          |          |
| D        | Antonio Modica      | Alzano Virescit |          |
| C        | Luis Fernando Centi | Como            |          |
| C        | Fabio Famulari      | Arona           |          |
| C        | Manuel Iori         | Borgosesia      |          |
| C        | Alvise Zago         | Seregno         |          |
| A        | Dalmasso Aimè       | Gravellona      |          |
| A        | Alessandro Andreini | Montichiari     |          |
| A        | Carmine Magliaro    | Borgosesia      |          |
| A        | Sergio Pellissier   | Chievo          |          |

### Sessione invernale
| Acquisti | Acquisti | Acquisti | Acquisti |
| R.       | Nome     | da       | Modalità |
| -------- | -------- | -------- | -------- |

| Cessioni | Cessioni             | Cessioni | Cessioni |
| R.       | Nome                 | a        | Modalità |
| -------- | -------------------- | -------- | -------- |
| C        | Alessandro Ferronato | Padova   |          |

## Risultati

### Serie C1

#### Girone di andata
| Varese 3 settembre 2000 1ª giornata | Varese | 0 – 2 | Cesena | Stadio Franco Ossola |

| Livorno 10 settembre 2000 2ª giornata | Livorno | 1 – 1 | Varese | Stadio Armando Picchi |

| Varese 17 settembre 2000 3ª giornata | Varese | 1 – 1 | Alzano Virescit | Stadio Franco Ossola |

| Reggio Emilia 24 settembre 2000 4ª giornata | Reggiana | 1 – 1 | Varese | Stadio Giglio |

| Varese 1º ottobre 2000 5ª giornata | Varese | 1 – 0 | Como | Stadio Franco Ossola |

| Arezzo 8 ottobre 2000 6ª giornata | Arezzo | 1 – 0 | Varese | Stadio Città di Arezzo |

| Varese 15 ottobre 2000 7ª giornata | Varese | 0 – 1 | Spezia | Stadio Franco Ossola |

| Modena 22 ottobre 2000 8ª giornata | Modena | 1 – 0 | Varese | Stadio Città di Arezzo |

| Varese 29 ottobre 2000 9ª giornata | Varese | 0 – 0 | SPAL | Stadio Franco Ossola |

| Pisa 5 novembre 2000 10ª giornata | Pisa | 2 – 1 | Varese | Stadio Arena Garibaldi |

| Carrara 19 novembre 2000 11ª giornata | Carrarese | 1 – 1 | Varese | Stadio dei Marmi |

| Varese 26 novembre 2000 12ª giornata | Varese | 1 – 0 | Alessandria | Stadio Franco Ossola |

| Lucca 3 dicembre 2000 13ª giornata | Lucchese | 0 – 0 | Varese | Stadio Porta Elisa |

| Varese 10 dicembre 2000 14ª giornata | Varese | 1 – 0 | AlbinoLeffe | Stadio Franco Ossola |

| Lumezzane 17 dicembre 2000 15ª giornata | Lumezzane | 0 – 2 | Varese | Stadio Comunale |

| Varese 23 dicembre 2000 16ª giornata | Varese | 1 – 0 | Lecco | Stadio Franco Ossola |

| Brescello 7 gennaio 2001 17ª giornata | Brescello | 0 – 0 | Varese | Stadio Morelli |

#### Girone di ritorno
| Cesena 14 gennaio 2001 18ª giornata | Cesena | 0 – 0 | Varese | Stadio Dino Manuzzi |

| Varese 21 gennaio 2001 19ª giornata | Varese | 1 – 1 | Livorno | Stadio Franco Ossola |

| Alzano Lombardo 28 gennaio 2001 20ª giornata | Alzano Virescit | 2 – 2 | Varese | Stadio Carillo Pesenti Pigna |

| Varese 4 febbraio 2001 21ª giornata | Varese | 1 – 3 | Reggiana | Stadio Franco Ossola |

| Como 11 febbraio 2001 22ª giornata | Como | 1 – 0 | Varese | Stadio Giuseppe Sinigaglia |

| Varese 18 febbraio 2001 23ª giornata | Varese | 2 – 3 | Arezzo | Stadio Franco Ossola |

| La Spezia 25 febbraio 2001 24ª giornata | Spezia | 1 – 2 | Varese | Stadio Alberto Picco |

| Varese 4 marzo 2001 25ª giornata | Varese | 1 – 2 | Modena | Stadio Franco Ossola |

| Ferrara 11 marzo 2001 26ª giornata | SPAL | 0 – 0 | Varese | Stadio Paolo Mazza |

| Varese 18 marzo 2001 27ª giornata | Varese | 1 – 0 | Pisa | Stadio Franco Ossola |

| Varese 25 marzo 2001 28ª giornata | Varese | 1 – 1 | Carrarese | Stadio Franco Ossola |

| Alessandria 8 aprile 2001 29ª giornata | Alessandria | 1 – 2 | Varese | Stadio Giuseppe Moccagatta |

| Varese 14 aprile 2001 30ª giornata | Varese | 0 – 0 | Lucchese | Stadio Franco Ossola |

| Bergamo 22 aprile 2001 31ª giornata | AlbinoLeffe | 1 – 2 | Varese | Stadio Atleti Azzurri d'Italia |

| Varese 29 aprile 2001 32ª giornata | Varese | 1 – 1 | Lumezzane | Stadio Franco Ossola |

| Lecco 6 maggio 2001 33ª giornata | Lecco | 1 – 1 | Varese | Stadio Rigamonti Ceppi |

| Varese 12 maggio 2001 34ª giornata | Varese | 0 – 0 | Brescello | Stadio Franco Ossola |

### Coppa Italia
| Varese 13 agosto 2000 Girone 5-1ª giornata                       | Varese    | 0 – 3                          | Torino | Stadio Franco Ossola |
| \| \| \| \| \| \| Marcatori \| 18’, 86’ Schwoch 80’ Tricarico \| |           |                                |        |                      |
|                                                                  |           |                                |        |                      |
|                                                                  | Marcatori | 18’, 86’ Schwoch 80’ Tricarico |        |                      |

| Terni 17 agosto 2000 Girone 5-2ª giornata  | Ternana   | 1 – 0 | Varese | Stadio Libero Liberati |
| \| \| \| \| \| Ripa 59’ \| Marcatori \| \| |           |       |        |                        |
|                                            |           |       |        |                        |
| Ripa 59’                                   | Marcatori |       |        |                        |

| Cesena 20 agosto 2000 Girone 5-3ª giornata                           | Cesena    | 1 – 2                | Varese | Stadio Dino Manuzzi |
| \| \| \| \| \| Chiaretti 84’ \| Marcatori \| 65’ Comi 92’ Gheller \| |           |                      |        |                     |
|                                                                      |           |                      |        |                     |
| Chiaretti 84’                                                        | Marcatori | 65’ Comi 92’ Gheller |        |                     |

### Coppa Italia Serie C
| Varese 4 ottobre 2000 Sedicesimi andata | Varese | 3 – 1 | Legnano | Stadio Franco Ossola |

| Legnano 1º novembre 2000 Sedicesimi ritorno | Legnano | 1 – 3 | Varese | Stadio Giovanni Mari |

| Lumezzane 29 novembre 2000 Ottavi andata | Lumezzane | 1 – 1 | Varese | Stadio Comunale |

| Varese 13 dicembre 2000 Ottavi ritorno | Varese | 1 – 2 | Lumezzane | Stadio Franco Ossola |

## Statistiche

### Statistiche di squadra
| Competizione         | Punti | In casa | In casa | In casa | In casa | In casa | In casa | In trasferta | In trasferta | In trasferta | In trasferta | In trasferta | In trasferta | Totale | Totale | Totale | Totale | Totale | Totale | DR |
| Competizione         | Punti | G       | V       | N       | P       | Gf      | Gs      | G            | V            | N            | P            | Gf           | Gs           | G      | V      | N      | P      | Gf     | Gs     | DR |
| -------------------- | ----- | ------- | ------- | ------- | ------- | ------- | ------- | ------------ | ------------ | ------------ | ------------ | ------------ | ------------ | ------ | ------ | ------ | ------ | ------ | ------ | -- |
| Serie C1             | 43    | 17      | 5       | 7       | 5       | 13      | 15      | 17           | 4            | 9            | 4            | 15           | 13           | 34     | 9      | 16     | 9      | 28     | 28     | 0  |
| Coppa Italia         |       | 1       | 0       | 0       | 1       | 0       | 3       | 2            | 1            | 0            | 1            | 2            | 2            | 3      | 1      | 0      | 2      | 2      | 5      | -3 |
| Coppa Italia Serie C |       | 2       | 1       | 0       | 1       | 4       | 3       | 2            | 1            | 1            | 0            | 4            | 2            | 4      | 2      | 1      | 1      | 8      | 5      | +3 |
| Totale               |       | 20      | 6       | 7       | 7       | 17      | 21      | 21           | 6            | 10           | 5            | 21           | 17           | 41     | 12     | 17     | 12     | 38     | 38     | 0  |

### Statistiche dei giocatori
| Giocatore       | Serie C1 | Serie C1 | Serie C1    | Serie C1   | Coppa Italia | Coppa Italia | Coppa Italia | Coppa Italia | Coppa Italia Serie C | Coppa Italia Serie C | Coppa Italia Serie C | Coppa Italia Serie C | Totale   | Totale | Totale      | Totale     |
| Giocatore       | Presenze | Reti     | Ammonizioni | Espulsioni | Presenze     | Reti         | Ammonizioni  | Espulsioni   | Presenze             | Reti                 | Ammonizioni          | Espulsioni           | Presenze | Reti   | Ammonizioni | Espulsioni |
| --------------- | -------- | -------- | ----------- | ---------- | ------------ | ------------ | ------------ | ------------ | -------------------- | -------------------- | -------------------- | -------------------- | -------- | ------ | ----------- | ---------- |
| M. Ambrosoni    | 29       | 0        | ?           | ?          | 3            | 0            | ?            | ?            | ?                    | ?                    | ?                    | ?                    | 32+      | 0+     | ?           | ?          |
| F. Balzaretti   | 27       | 0        | ?           | ?          | 2            | 0            | ?            | ?            | ?                    | ?                    | ?                    | ?                    | 29+      | 0+     | ?           | ?          |
| R. Bandirali    | 31       | 1        | ?           | ?          | 3            | 0            | ?            | ?            | ?                    | ?                    | ?                    | ?                    | 34+      | 1+     | ?           | ?          |
| M. Borghetti    | 30       | 1        | ?           | ?          | 1            | 0            | ?            | ?            | ?                    | ?                    | ?                    | ?                    | 31+      | 1+     | ?           | ?          |
| F. Carobbio     | 25       | 2        | ?           | ?          | 1            | 0            | ?            | ?            | ?                    | ?                    | ?                    | ?                    | 26+      | 2+     | ?           | ?          |
| M. Cavicchia    | 19       | 0        | ?           | ?          | 2            | 0            | ?            | ?            | ?                    | ?                    | ?                    | ?                    | 21+      | 0+     | ?           | ?          |
| A. Comi         | 29       | 2        | ?           | ?          | 3            | 1            | ?            | ?            | ?                    | ?                    | ?                    | ?                    | 32+      | 3+     | ?           | ?          |
| D. Fava Passaro | 33       | 6        | ?           | ?          | 2            | 0            | ?            | ?            | ?                    | ?                    | ?                    | ?                    | 35+      | 6+     | ?           | ?          |
| A. Ferronato    | 4        | 1        | ?           | ?          | 2            | 0            | ?            | ?            | ?                    | ?                    | ?                    | ?                    | 6+       | 1+     | ?           | ?          |
| F. Foglia       | 18       | 1        | ?           | ?          | 2            | 0            | ?            | ?            | ?                    | ?                    | ?                    | ?                    | 20+      | 1+     | ?           | ?          |
| A. Foschini     | 18       | 3        | ?           | ?          | 1            | 0            | ?            | ?            | ?                    | ?                    | ?                    | ?                    | 19+      | 3+     | ?           | ?          |
| A. Gallo        | 25       | 3        | ?           | ?          | 2            | 0            | ?            | ?            | ?                    | ?                    | ?                    | ?                    | 27+      | 3+     | ?           | ?          |
| M. Gheller      | 25       | 0        | ?           | ?          | 3            | 1            | ?            | ?            | ?                    | ?                    | ?                    | ?                    | 28+      | 1+     | ?           | ?          |
| G. Gibellini    | 9        | 0        | ?           | ?          | 1            | 0            | ?            | ?            | ?                    | ?                    | ?                    | ?                    | 10+      | 0+     | ?           | ?          |
| E. Gorini       | 28       | 1        | ?           | ?          | 2            | 0            | ?            | ?            | ?                    | ?                    | ?                    | ?                    | 30+      | 1+     | ?           | ?          |
| F. Ligori       | 5        | 0        | ?           | ?          | 0            | 0            | 0            | 0            | ?                    | ?                    | ?                    | ?                    | 5+       | 0+     | 0+          | 0+         |
| Pottini         | 0        | 0        | 0           | 0          | 1            | 0            | ?            | ?            | ?                    | ?                    | ?                    | ?                    | 1+       | 0+     | 0+          | 0+         |
| C. Puggioni     | 1        | 0        | ?           | ?          | 0            | 0            | 0            | 0            | ?                    | ?                    | ?                    | ?                    | 1+       | 0+     | 0+          | 0+         |
| D. Saverino     | 30       | 6        | ?           | ?          | 3            | 0            | ?            | ?            | ?                    | ?                    | ?                    | ?                    | 33+      | 6+     | ?           | ?          |
| G. Sannino      | 3        | -3       | ?           | ?          | 1            | -1           | ?            | ?            | ?                    | ?                    | ?                    | ?                    | 4+       | -4+    | ?           | ?          |
| S. Sorrentino   | 30       | -22      | ?           | ?          | 2            | -4           | ?            | ?            | ?                    | ?                    | ?                    | ?                    | 32+      | -26+   | ?           | ?          |
| M. Tacchini     | 10       | 0        | ?           | ?          | 1            | 0            | ?            | ?            | ?                    | ?                    | ?                    | ?                    | 11+      | 0+     | ?           | ?          |
| C. Terni        | 30       | 1        | ?           | ?          | 3            | 0            | ?            | ?            | ?                    | ?                    | ?                    | ?                    | 33+      | 1+     | ?           | ?          |
| I. Tolotti      | 21       | 0        | ?           | ?          | 0            | 0            | 0            | 0            | ?                    | ?                    | ?                    | ?                    | 21+      | 0+     | 0+          | 0+         |